# Kollár Lajos (építőmérnök)
Kollár Lajos (Budapest, 1926. június 14. – Budapest, 2004. február 21.) Széchenyi-díjas építőmérnök, egyetemi tanár, a műszaki tudományok doktora, a Magyar Tudományos Akadémia rendes tagja. A tartó- és héjszerkezetek statikai vizsgálatának újító szemléletű elméleti tudósa volt, több általa kidolgozott számítási eljárást vezetett be az erőtani méretezés módszertanába.

## Életútja
A veszprémi piarista gimnázium elvégzése után, 1945-ben a budapesti József Nádor Műszaki és Gazdaságtudományi Egyetemre iratkozott be, ahol 1949-ben szerezte meg mérnöki oklevelét. Ezt követően a műegyetem mechanikai tanszékén oktatott tanársegédként, majd adjunktusként. Az 1956-os forradalom idején szerepet vállalt az egyetem forradalmi munkástanácsában, ezért 1957-ben katedráját elveszítette, s az Ipari Épülettervező Vállalatnál (Iparterv) helyezkedett el mint csoportvezető. 1966-tól két évtizeden keresztül a Budapesti Városépítési Tervező Rt. (Buváti) főstatikusaként tevékenykedett, 1987 és 1990 között pedig az Iparterv és a Tervezésfejlesztési és Technikai Építészeti Intézet (TTI) főmunkatársa volt. Időközben, 1976-ban pályázatot nyújtott be a Budapesti Műszaki Egyetem egyetemi tanári állásának betöltésére, de jelentkezését politikai okokból elutasították. Ugyanakkor ezekben az évtizedekben több külföldi egyetem is meghívta oktatónak, így 1974-ben és 1990-ben Bochumban, 1979-ben Calgaryban, 1983–1984-ben pedig Dortmundban volt vendégprofesszor. Végül 1991-ben nevezték ki a fővárosi műgyetem magasépítési tanszékére egyetemi tanárnak, ahol 2000-es nyugdíjazásáig oktatott, majd az egyetem professor emeritusa lett.
Kollár László Péter (1958) építőmérnök apja.

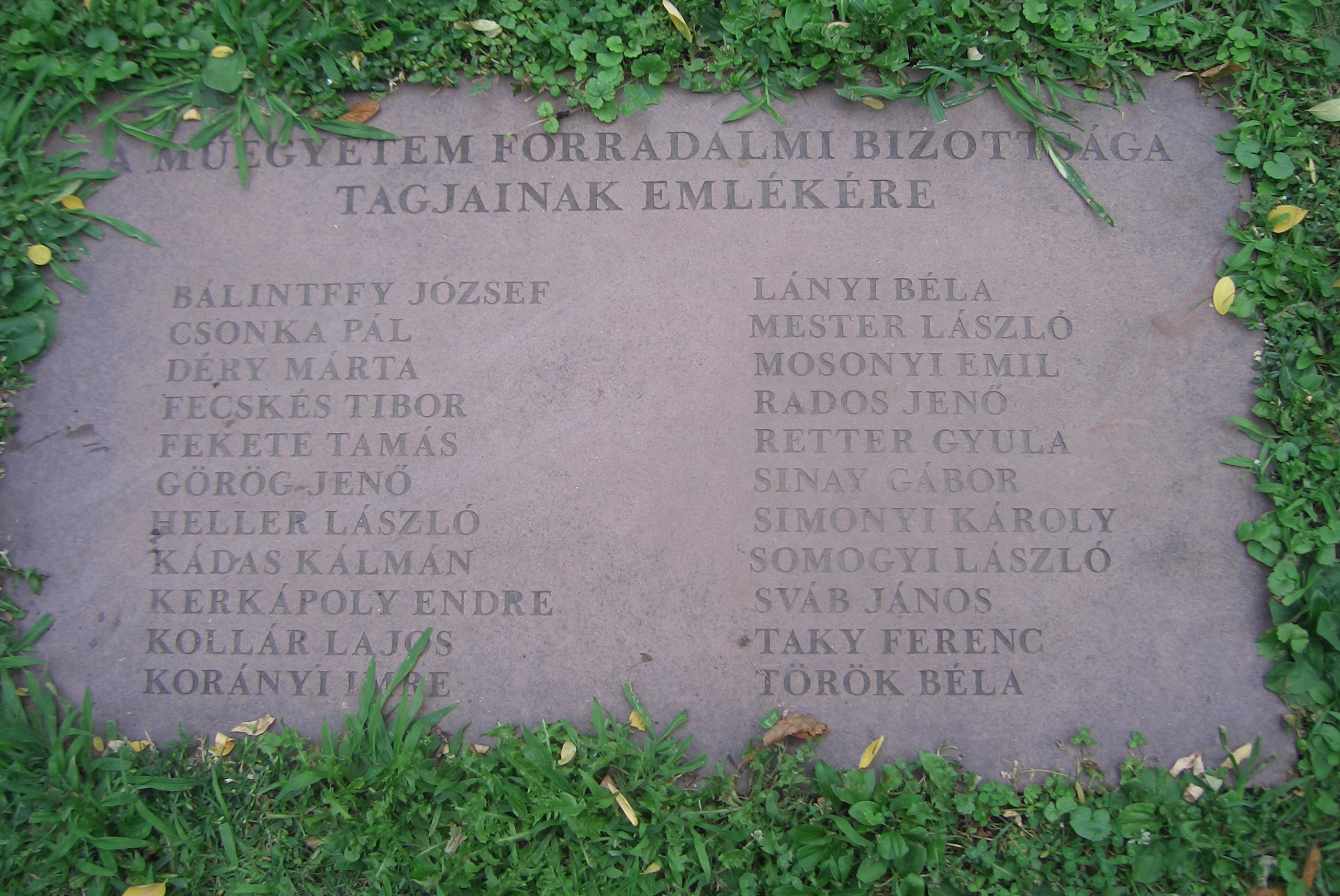
Neve a forradalmi bizottság tagjainak emléktábláján, a Műegyetemen

## Munkássága
Tudományos érdeklődése homlokterében a tartószerkezetek, különösen a héjszerkezetek dinamikai és statikai problémái, a rugalmas szerkezetek merevsége, állékonysága és stabilitásvesztése állt. Vizsgálatai eredményeként több közelítő, illetve pontos számítási módszert vezetett be a rúd- és felületszerkezetek erőtani-dinamikai méretezésére, egyensúlyi állapotának számítására. Behatóan foglalkozott a helyettesítő kontinuumok módszerével, amelynek során a különálló szerkezeti elemekből álló, tagolt (inhomogén) felületszerkezetet képzeletbeli ún. helyettesítő kontinuummal kitöltve közelítően egységes (homogén) szerkezeti modellt állított fel, s az erre differenciálegyenlet segítségével számított mechanikai, feszültségi jellemzők alapján végezte el a valós szerkezeti elemek optimális dinamikai méretezését.
Megvalósult tervei közül kiemelkedik a budapesti Vörös Csillag Traktorgyár nagycsarnokának dongaszerkezete (1962), a székesfehérvári Könnyűfémműhöz tartozó alumíniumöntöde és hengermű vasbeton héjszerkezete (1968), valamint az 1998-ban félbehagyott és 2014-ben átadott Lágymányosi sportcsarnok (Tüskecsarnok) acélrácsos héjszerkezete (1996).
A mérnöki műtárgyak esztétikájával és tudományelmélettel is foglalkozott, az elméleti tudományok és alkalmazásuk, azaz a mérnöki tervezés közötti viszony tisztázására törekedett. Akadémiai székfoglalói is ebben a témakörben hangzottak el (Műszaki tudomány – mérnöki közelítés, 1991; Műszaki tudomány – mérnöki tervezés, 1996). Több szakkönyv, tervezési segédlet, felsőoktatási jegyzet megírása fűződik a nevéhez, mintegy másfél száz szakcikket publikált, s részt vett az Acta Technica szerkesztőbizottsági munkájában.

### Társasági tagságai és elismerései
1990-ben a Magyar Tudományos Akadémia levelező, 1995-ben rendes tagjává választották, 1993 és 1999 között a VI. (Műszaki Tudományok) Osztályának elnökhelyettesi feladatait látta el. Részt vett az 1996-ban újjáalapított Budapesti és Pest Megyei Mérnöki Kamara vezetőségi munkájában, s alapító tagja volt a Professzorok Batthyány Körének. 1992-től a londoni székhelyű Európai Akadémia tagjai sorába tartozott.
Tudományos érdemei elismeréseként 1971-ben Akadémiai Díjjal, 1990-ben Alpár Ignác-emlékéremmel, 1992-ben Széchenyi- (az építési szerkezet alakítása területén végzett négy évtizedes elméleti, gyakorlati és oktatói tevékenységéért, valamint a héjszerkezetek kifejlesztésében elért, nemzetközileg is széles körben elismert eredményeiért), 1998-ban Szent-Györgyi Albert-díjjal tüntették ki, 2000-ben a Magyar Köztársasági Érdemrend középkeresztjét, 2002-ben pedig Zielinski Szilárd-díjat vehetett át. Vámossy Ferenccel közösen írt, Mérnöki alkotások esztétikája című könyvükért 2001-ben Csonka Pál-emlékérmet kaptak. 1991-ben a Braunschweigi Egyetem díszdoktorává avatták.

### Főbb művei
- Rúdszerkezetek teherbírásszámítása és tervezése a képlékenységtan szerint. Budapest, Felsőoktatási Jegyzetellátó, 1958, 92 p. (Halász Ottóval és Kaliszky Sándorral)
- Peremtartó nélküli héj-ívek méretezése. Budapest, k. n., 1961, 28 p.
- Függőtetők tervezése és gyakorlati számítása. Budapest, Felsőoktatási Jegyzetellátó, 1966, 90 p. (Köröndi Lászlóval)
- Vékonyfalú gerendák és ívek oldalirányú stabilitása. Budapesti, Ipari Tervező Vállalat, 1967, 47 p.
- Magas építmények rezgései a szél hatására. Budapest, BME Továbbképző Intézet, 1970, 78 p.
- Statik und Stabilität der Schalenbogen und Schalenbanken. Berlin–Budapest, ErnstAkadémiai, 1973, 211 p.
- Függőtetők számítása. Budapest, Műszaki, 1974, 186 p.
- Schalenbeulung: Theorie und Ergebnisse der Stabilität gekrümmter Flächentragwerke. Düsseldorf–Budapest, Werner–Akadémiai, 1975, 172 p. (Dulácska Endrével)
- Héjak horpadása. Budapest, Akadémiai, 1975, 190 p. (Dulácska Endrével)
- Feszített síkbeli kötélszerkezetek. Budapest, BME Továbbképző Intézet, 1977, 167 p. (Lovas Antallal és Serfőző Istvánnal)
- A szél dinamikus hatása magas építményekre. Budapest, Műszaki, 1979, 133 p.
- Structural design of cable-suspended roofs. Budapest, Akadémiai, 1984, 243 p. (Szabó Jánossal)
- Buckling of shells for engineers. Budapest, Akadémiai, 1984, 303 p. (Dulácska Endrével)
- Analysis and design of space frames by the continuum method. Amsterdam–Budapest, Elsevier–Akadémiai, 1985, 317 p. (Hegedűs Istvánnal)
- Műszaki tudomány, mérnöki közelítés : akadémiai székfoglaló : 1991. január 14. Budapest, Akadémiai, 1993.
- Térbeli rácsos szerkezetek: Segédlet építészmérnök hallgatók részére. Budapest, BME, 1994, 56 p.
- Héjszerkezetek: Jegyzet építészmérnök hallgatók részére. Budapest, BME, 1994, 92 p. (Dulácska Endrével)
- Mérnöki szerkezetek tervezése. Budapest, Műegyetemi, 1995, 69 p.
- Közelítő számítások, méretfelvétel. Budapest, Műegyetemi, 1996, 77 p. (Paládi-Kovács Ádámmal)
- Mérnöki alkotások esztétikája. Budapest, Akadémiai, 1996, 239 p. (Vámossy Ferenccel)
- Tartószerkezetek tervezése: Modellalkotás, közelítő számítások. Budapest, Műegyetemi, 2002, 199 p.